# Cecità
La cecità, o ablepsia, è definita come la forma più pronunciata di disabilità visiva con una mancanza totale della percezione visiva di uno o di entrambi gli occhi.

## Cause
La prima causa di cecità nel mondo è la cataratta. Si tratta di una malattia che rende opaco il cristallino, la lente naturale elastica contenuta nei nostri occhi che, deformandosi grazie al muscolo ciliare, consente la messa a fuoco delle immagini sulla retina. Un'altra importante causa di cecità è il glaucoma, così come anche la degenerazione maculare legata all'età (AMD). Quest'ultima malattia è attualmente la prima causa di cecità nei paesi economicamente sviluppati (41% dei non vedenti), a cui segue il glaucoma (16%). Nei paesi poveri invece, la cataratta rappresenta il problema principale perché, pur essendo operabile, non si dispone di mezzi economici sufficienti per curarla né di un numero sufficiente di specialisti. Negli stessi Stati poveri i vizi refrattivi non corretti sono la seconda causa di cecità (19%), perché gli occhiali generalmente non sono disponibili né, tanto meno, ci sono medici oculisti che li possano prescrivere.

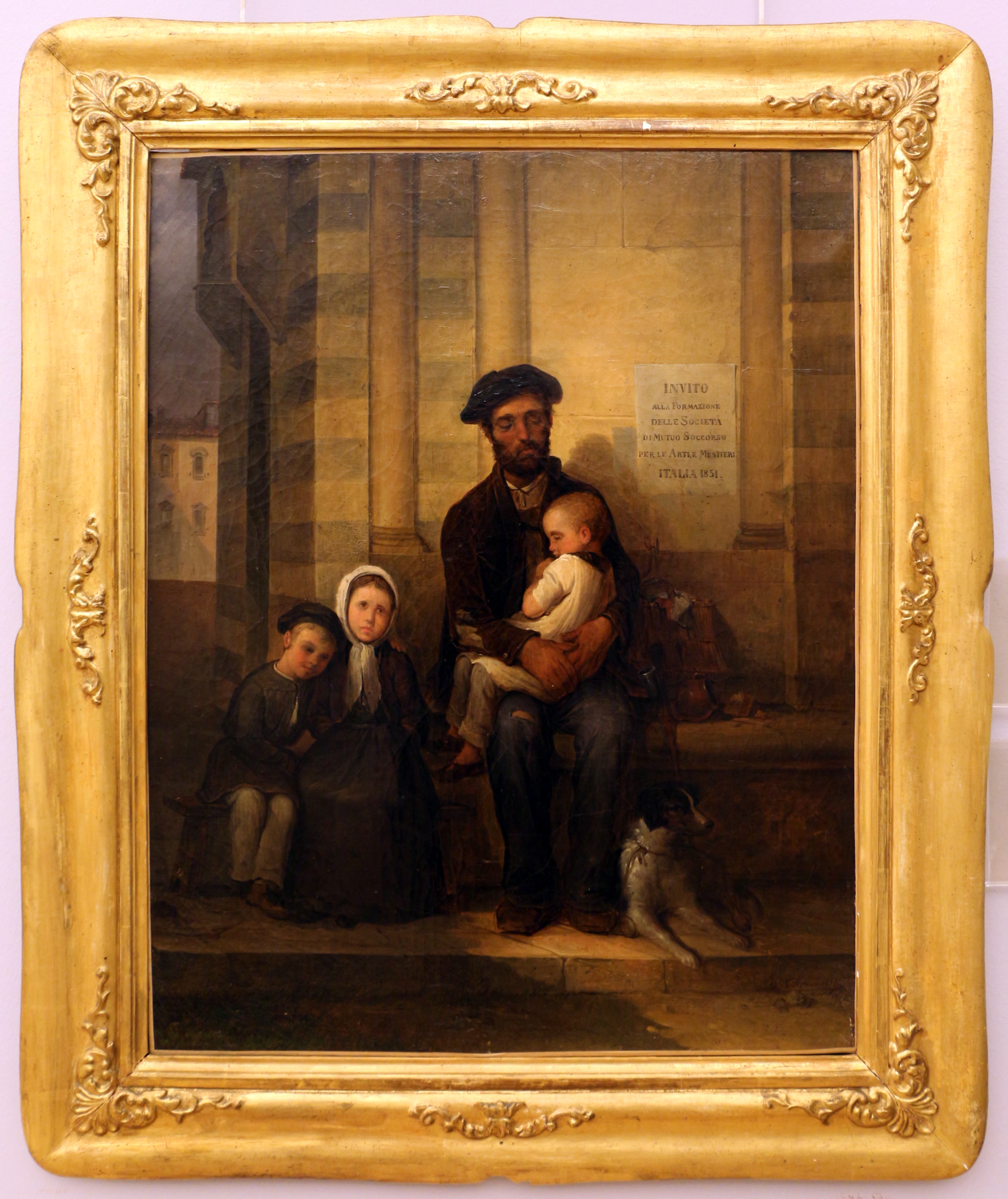
Giuseppe Moricci, L'artigiano cieco e la sua famiglia, 1851

Un'altra causa di cecità non trascurabile è la trombosi venosa della retina. Questa patologia è un ictus che causa lo strozzamento della vena centrale della retina causandone il soffocamento per mancanza di flusso sanguigno. La retina pertanto muore e siccome le cellule che la compongono non si riproducono (come le cellule cerebrali) il danno alla retina è permanente. A oggi non esistono trapianti retinici. Per impedire che possa capitare la stessa cosa anche all'altro occhio, è necessaria la prescrizione di alcuni farmaci da prendere a vita.
Anche il diabete è una causa di cecità. Va detto che il caso della trombosi venosa non è per forza legato al diabete poiché la trombosi colpisce l'occhio casualmente (come può colpire qualsiasi altra parte del corpo) e solitamente affligge un occhio solo. Il diabete invece colpisce entrambi gli occhi. Quindi va sempre fatta distinzione tra una trombosi e le cause del diabete come l'occlusione delle vene per il colesterolo.
A livello più generale le cause di cecità possono essere divise in malattie e traumi. Nel primo gruppo rientrano, il più delle volte, patologie di cornea, cristallino, retina (come le malattie che colpiscono la macula) e nervo ottico. Nel secondo gruppo invece, rientrano traumi provocati da un corpo estraneo contundente oppure causati da un forte impatto, sostanze caustiche, raggi del sole non filtrati o riflessi, ecc. Per evitare di andare incontro alla cecità fototraumatica non bisogna mai fissare direttamente il sole. Se si decide di farlo, bisogna usare dei filtri speciali per i raggi ultravioletti, ancora più potenti di quelli abitualmente impiegati negli occhiali scuri.

## Epidemiologia
Secondo l'Organizzazione mondiale della sanità (OMS) (2007) sulla Terra vivono 314 milioni di persone con handicap visivo grave (45 milioni di ciechi, 269 milioni di ipovedenti). La prima causa è la cataratta (39,1%), seguita dai vizi refrattivi non corretti (18,2%), glaucoma (10,1%), degenerazione maculare senile (7,1%), opacità della cornea (4,2%), distacco di retina (3,9%), cecità infantile (3,2%), tracoma (2,9%), oncocerchiasi (0,7%) e altre cause (10,6%). In Italia l'INPS stima che ci siano 116 932 ciechi, mentre secondo altre fonti sarebbero almeno 380 000 In ogni caso, gli ipovedenti sarebbero almeno cinque volte tanto.

## Prevenzione
Prevenire la cecità è possibile nell'85% dei casi. A sostenerlo è l'OMS che, assieme all'Agenzia internazionale per la prevenzione della cecità (IAPB) e ad altre organizzazioni, porta avanti programmi per ridurre la perdita della vista nel mondo. Questi interventi possono consistere, ad esempio, nella distribuzione di vitamina A (per prevenire la xeroftalmia, una grave malattia oculare), in operazioni di cataratta, nella realizzazione di pozzi da cui si può attingere acqua pulita (che consentono di ridurre l'incidenza del tracoma) e via dicendo. In particolare l'OMS e la IAPB portano avanti un progetto chiamato V2020-The Right to Sight ("Il diritto alla vista") che mira ad eliminare la cecità evitabile nel mondo entro il 2020.

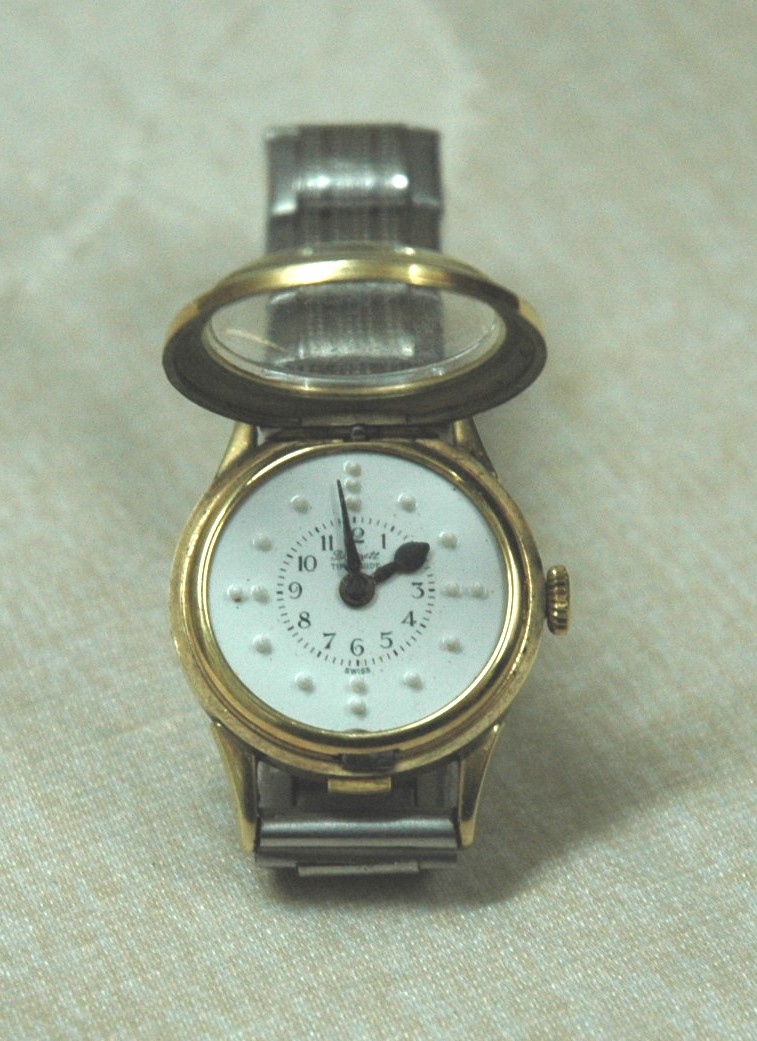
Orologio per non vedenti.

La cecità può essere determinata da vari fattori: può essere, ad esempio, genetica oppure derivare da un evento successivo alla nascita (è fondamentale un controllo oculistico nei primi anni di vita, indispensabile dopo la nascita per i prematuri). Tale condizione pone senz'altro nei confronti dell'individuo interessato delle difficoltà maggiori rispetto agli altri individui. Va però sottolineato che questa disabilità non incide in maniera negativa sull'intelligenza di una persona. Il disabile visivo, per contro, essendo meno focalizzato sulla percezione della realtà esterna può essere facilitato nello sviluppo del pensiero e della memoria.

## Cecità ed altri sensi
Con la mancanza della vista un cieco affina gli altri sensi e ciò gli permette di compensare in parte il senso mancante. Sviluppando molto il tatto, ad esempio, una persona priva della vista è in grado di far uso del codice Braille leggendo con le dita dei puntini in rilievo su carta o su altro supporto. La scrittura in questo codice avviene tramite uno strumento chiamato tavoletta Braille; esso è stato generalmente sostituito dalla dattilobraille, una macchina che permette di ottenere testi in Braille in maniera più rapida. Attualmente le tecnologie informatiche più avanzate consentono di elaborare il testo tradizionale visualizzato sullo schermo convertendolo in caratteri braille che, a loro volta, possono essere trasmessi a una speciale barra braille o a una stampante che riproduce le classiche punzonature (matrice di sei punti; a ogni combinazione corrisponde una lettera dell'alfabeto, un segno d'interpunzione, ecc.).

## Normativa italiana
Legge 3 aprile 2001, n. 138. Ministero della Salute.
Classificazione e quantificazione delle minorazioni visive e norme in materia di accertamenti oculistici.

ART. 1 (Campo di applicazione)
La presente legge definisce le varie forme di minorazioni visive meritevoli di riconoscimento giuridico, allo scopo di disciplinare adeguatamente la quantificazione dell'ipovisione e della cecità secondo i parametri accettati dalla medicina oculistica internazionale. Tale classificazione di natura tecnico-scientifica, non modifica la vigente normativa in materia di prestazioni economiche e sociali in campo assistenziale.
[Ministero della salute 21/09/04]
Con la seguente circolare si modifica l'articolo 1 della legge 138:
"... le definizioni dettate dalla legge n.138 del 2001 debbano ora essere prese in considerazione in ogni ambito valutativo del danno funzionale a carico dell'apparato visivo e, quindi, anche in sede di accertamento della cecità per causa civile ai fini della concessione dei relativi benefici, sia a carattere economico che socio assistenziale…".
ART. 2 (Definizione di ciechi totali)
Ai fini della presente legge, si definiscono ciechi totali:
- coloro che sono colpiti da totale mancanza della vista in entrambi gli occhi;
- coloro che hanno la mera percezione dell'ombra e della luce o del moto della mano in entrambi gli occhi o nell'occhio migliore;
- coloro il cui residuo perimetrico binoculare è inferiore al 3%.

ART. 3 (Definizione di ciechi parziali)
Si definiscono ciechi parziali:
- coloro che hanno un residuo visivo non superiore a 1/20 in entrambi gli occhi o nell'occhio migliore, anche con eventuale correzione;
- coloro il cui residuo perimetrico binoculare è inferiore al 10%.

La disciplina italiana vigente pone parecchia attenzione al tema del lavoro delle persone cieche al punto tale da prevedere che questa categoria abbia dei posti di lavoro a lei riservati per legge. Un esempio tipico e molto noto, che ha generato parecchia inclusione sociale dei ciechi attraverso il lavoro, sono i posti riservati ai non vedenti quali centralinisti nelle pubbliche amministrazioni e nelle società.

## Cecità ed informatica
Nella comunicazione attraverso l'informatica, i disabili visivi possono attualmente essere considerati quasi alla pari con i cosiddetti normo-vedenti soprattutto grazie alla possibilità dell'utilizzo dei computer con apposite sintesi vocali. Queste, possono essere dei programmi a volte collegati a dei supporti esterni che vocalizzano le scritte presenti sullo schermo del personal computer. 
Il programma più diffuso tra i non vedenti che funge a questo scopo si chiama JAWS For Windows e si serve degli altoparlanti del computer per guidare il disabile in ambiente Windows.
Oltre al programma citato ve ne sono altri come Orca, Windows Eyes, Out Spoken, Virgo ecc. 
I programmi che svolgono questa funzione possono anche supportare dei display braille detti anche Barre Braille, che permettono di leggere il contenuto dello schermo.

## Strumenti

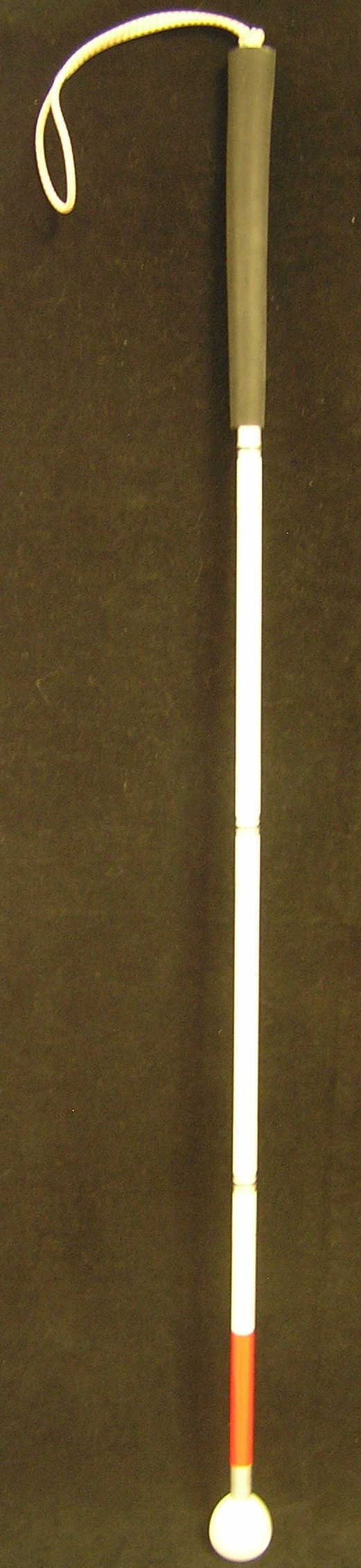
Bastone bianco

- bastone bianco: utilizzato per percepire ed evitare gli ostacoli e segnalare il proprio status di non vedente alle persone circostanti.